# ラックザー
ラックザー (ベトナム語：Thành phố Rạch Giá / 城庯瀝架  発音、現地発音はラックヤー) はタイランド湾に面したキエンザン省の省都の港湾都市である。中国語表記は迪石。

## 概要
ホーチミン市の南西約195kmにある。かつてはカンボジア領であったが、1715年に広南国のキン人による南進でベトナムの領土になった。かつてのカンボジア名は、Kramuon-Sa。住民はキン人の他、クメール人、ホア人が住む。また近年は越僑(海外移住したベトナム人)による投資が盛んに行われており、市の南西部にはニュータウンが広がりつつある。
地名の由来はクメール語krâmuŏnsâ（白蝋）説、越語「モヤシ濠」説等がある。

## 交通
市街中心より南西約10kmの距離にあるラックザー空港からベトナム航空の便が、ホーチミン市およびフーコック島と結ぶ。空港近くにはキエンザン省バスターミナルがありメコンデルタ各地やホーチミン市へのバスが運行する。市街中心部にある港からは、フーコック島のバイボン港、ハティエンの他、ホンチェ島など近隣の島への船舶が運行する。また、フーコックに寄航して、カンボジア、タイを往復する旅客船が2007年に就航予定。3ヶ国にて協同運航する。

## 行政区分
ラックザーは、以下の行政単位に区分される。
- ヴィンタインヴァン坊（Vĩnh Thanh Vân / 永清雲）
- ヴィンタイン坊（Vĩnh Thanh / 永清）
- ヴィンラク坊（Vĩnh Lạc / 永樂）
- ヴィンバオ坊（Vĩnh Bảo / 永保）
- アンホア坊（An Hòa / 安和）
- ヴィンクアン坊（Vĩnh Quang / 永光）
- ヴィンヒエップ坊（Vĩnh Hiệp / 永協）
- ヴィントン坊（Vĩnh Thông / 永通）
- ヴィンロイ坊（Vĩnh Lợi / 永利）
- アンビン坊（An Bình / 安平）
- ラックソイ坊（Rạch Sỏi / 瀝磊）
- フィトン社 （Phi Thông / 飛通）